# Rắn sọc đốm đỏ
Rắn sọc đốm đỏ (danh pháp khoa học: Oreocryptophis porphyraceus) là một loài rắn nước châu Á, được Cantor mô tả khoa học đầu tiên năm 1839 dưới danh pháp Coluber porphyraceus, hiện được coi là loài duy nhất trong chi Oreocryptophis; trước đây nó từng được xếp vào chi Elaphe.

## Các phân loài
Các phân loài sau được công nhận:
- O. p. porphyraceus. Phân bố: Ấn Độ, Myanma, Nepal, Trung Quốc.
- O. p. coxi. Phân bố: đông bắc Thái Lan.
- O. p. laticincta. Phân bố: Malaysia.
- O. p. kawakamii. Phân bố: Đài Loan
- O. p. pulchra. Phân bố: Trung Quốc.
- O. p. vaillanti. Phân bố: Trung Quốc, Việt Nam.

## Mô tả
Đầu nhỏ, nhọn và hơi vuông. Màu da bao gồm đỏ và cam với các sọc màu đen.

## Môi trường sống
Là loài sống trên cạn, nó ưa thích khí hậu mát mẻ nên phạm vi phân bố bị hạn chế trong khu vực cao nguyên nhiều đồi núi. Trong nhiều trường hợp được tìm thấy ở độ cao trên 800 m trong các khu rừng mưa ẩm ướt thường xanh hay các khu rừng gió mùa, phụ thuộc vào phân loài và khu vực. Phần lớn thời gian chúng ẩn nấp trong các ổ lá, dưới các thảm rêu hay dưới khe đá hoặc gốc cây. Nó hoạt động chủ yếu từ lúc hoàng hôn qua đêm tới rạng sáng ngày hôm sau.

## Phân bố
- Ấn Độ (Darjiling, Sikkim, Assam, Arunachal Pradesh (Miao, Namdapha – huyện Changlang, Itanagar – huyện Papum Pare) [A. Captain, trao đổi cá nhân]), Bhutan, Myanmar, Thái Lan, Lào, Campuchia, Việt Nam (Lào Cai, Cao Bằng, Bắc Kạn, Lạng Sơn, Thái Nguyên, Vĩnh Phúc, Hà Tĩnh, vườn quốc gia Kon Ka Kinh thuộc tỉnh Gia Lai), Tây Tạng, Nepal, phía nam Trung Quốc (Tứ Xuyên, Vân Nam, Hồng Kông, Hải Nam, về phía bắc tới Hà Nam và Cam Túc phía nam Vị Hà), Đài Loan, Tây Malaysia (Pahang, Pulau Tioman), đảo Singapore, Indonesia (Sumatra)